# لون تشاني
لون تشاني (بالإنجليزية: Lon Chaney)‏ مواليد 01 أبريل 1883 في كولورادو سبرينغس، الولايات المتحدة - الوفاة 26 أغسطس 1930 في لوس أنجلوس، هو ممثل ومخرج وكاتب سيناريو أمريكي بدأ مسيرته الفنية سنة 1902. امتدت مسيرته الفنية لأكثر من 28 عاما.

## الأعمال
- جزيرة الكنز
- شبح الأوبرا

## وصلات خارجية
- لون تشاني على موقع IMDb (الإنجليزية)
- لون تشاني على موقع الموسوعة البريطانية (الإنجليزية)
- لون تشاني على موقع ألو سيني (الفرنسية)
- لون تشاني على موقع تيرنر كلاسيك موفيز (الإنجليزية)
- لون تشاني على موقع أول موفي (الإنجليزية)
- لون تشاني على موقع قاعدة بيانات برودواي على الإنترنت (الإنجليزية)
- لون تشاني على موقع قاعدة بيانات الأفلام السويدية (السويدية)
- لون تشاني على موقع إن إن دي بي (الإنجليزية)
- لون تشاني على موقع ديسكوغز (الإنجليزية)
- لون تشاني على موقع قاعدة بيانات الفيلم (الإنجليزية)
- الموقع الرسمي